# Dirty Hands
Dirty Hands ist ein Jazzalbum von John O’Gallagher, das 2007 in den Quinta Da Música Studios in Porto, Portugal aufgenommen und 2008 bei Clean Feed Records veröffentlicht wurde.

## Hintergrund
Der Altsaxophonist John O’Gallagher tourte mit seinem Trio aus Masa Kamaguchi (Bass) und Jeff Williams (Schlagzeug) in Frankreich und Portugal, bevor die Aufnahmen für das Album in Porto entstanden. Die Musik ist eine Mischung aus komponierten und frei improvisierten Stücken.

## Titelliste
- John O’Gallagher Trio: Dirty Hands (Clean Feed – CF132CD[2])

1. Bed Bugs (O’Gallagher) – 2:53
2. Orientations (O’Gallagher, Kamaguchi, Williams) – 5:37
3. Time Finds Its Way (O’Gallagher) – 5:12
4. Swelter (O’Gallagher, Kamaguchi, Williams) – 5:33
5. Borderline (Williams) – 6:50
6. F Line (O’Gallagher) – 7:23
7. Lessons of History (O’Gallagher, Kamaguchi, Williams) – 15:54

## Rezeption
Mark Corroto schrieb in All About Jazz, auf Dirty Hands präsentiere O’Gallagher das Jazz-Äquivalent zum Power Trio der Rockmusik. Es funktioniere, wie er seine Kompositionen auf Saxophon, Kontrabass und Schlagzeug abschält; „glücklicherweise behaupten sich sowohl sein Arrangement als auch sein Spiel außerordentlich gut in dieser offenen Umgebung.“ Da O’Gallagher eine Leidenschaft für dichte Kompositionen habe, entstünden bestimmte und clevere Stücke. Bei „Bed Bugs“ gäbr es Anklänge sowohl an Jackie McLean als auch an Steve Coleman; „Borderline“ hingegen erinnere an den frühen Ornette Coleman. „Drei der Titel sind vollkommen improvisiert; dennoch sind sie nicht ohne jede Struktur. Der Bassist eröffnet „Orientations“, und im Zusammenspiel entsteht  ein kohärentes kammermusikalisches Stück als Momentaufnahme.“ Umgekehrt ist das längste Stück „Lessons of History“ eine fast 16-minütige mäandrierende Improvisation. Die komponierten Stücke bilden das komplexe „F Line“, das muskuläre „Borderline“ und das gefühlvolle „Time Finds Its Way“.  O’Gallagher, Williams und Kamaguchi hätten ein Powertrio-Statement abgegeben, das stark wie jedes andere Working Trio im heutigen Jazz sei, resümiert der Autor.

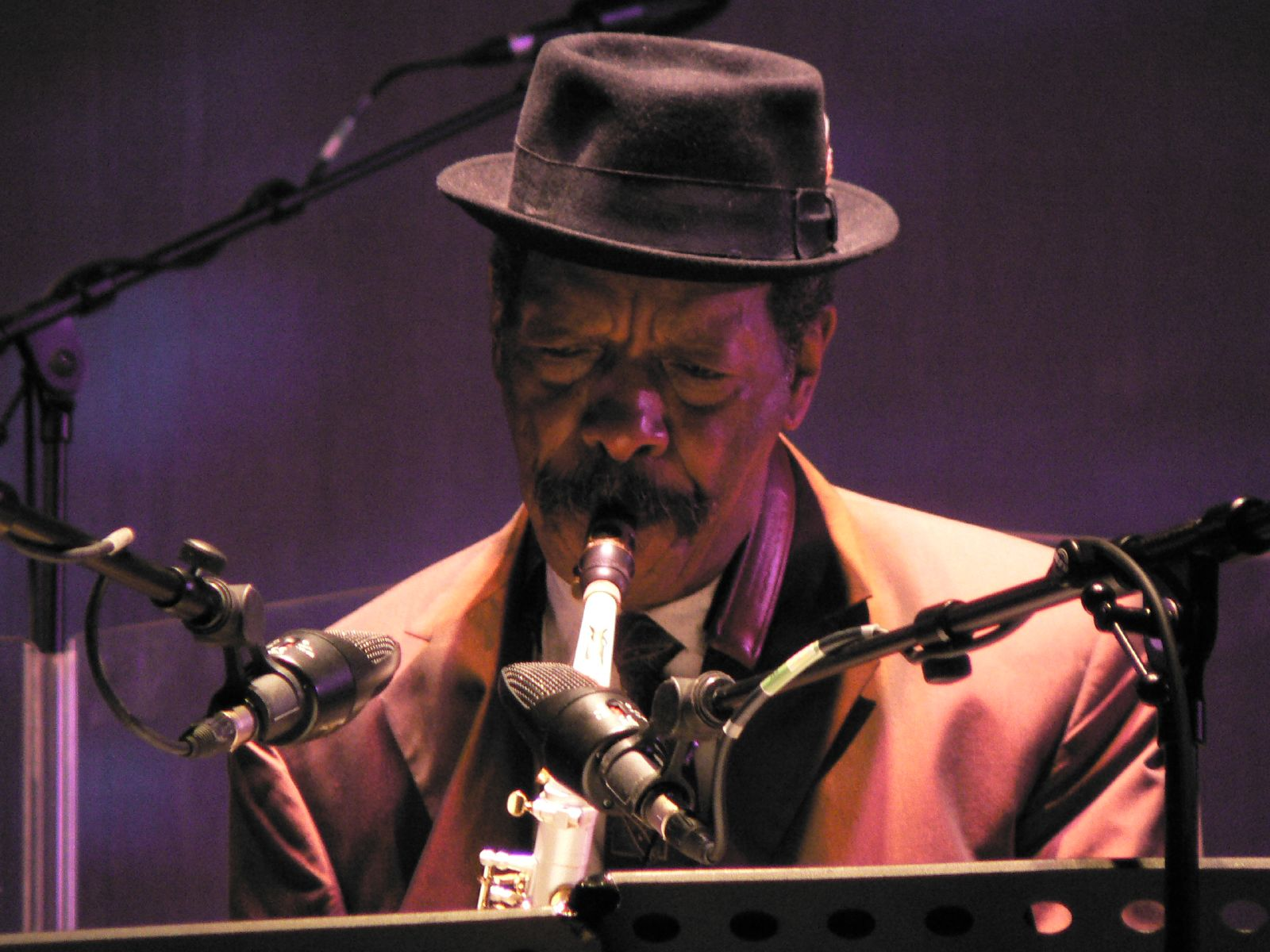
Ornette Coleman 2005

Ebenfalls in All About Jazz weist David Adler, auf die Vorgeschichte der Aufnahmesession hin;  John O’Gallagher und sein Bassist Masa Kamaguchi hätten „ihr intensives, nachdenkliches Zusammenspiel bereits in O’Gallaghers CIMP-Session von 2004 (Rules of Invisibility) gezeigt“, mit Jay Rosen am Schlagzeug. Dirty Hands setze die Kontinuität dieser Entwicklung fort, diesmal mit Schlagzeuger Jeff Williams, der viel an texturaler Schärfe aus der Formation Axiom, O’Gallaghers Quartett mit zwei Saxophonen, übernommen habe.
Während O’Gallagher in Rules of Invisibility noch Bezüge zu Bebop und Post-Bop gezeigt hatte, sei die Musik von Dirty Hands freier und weniger Swing-basiert, auch wenn Williams’ trabendes Spiel in „Borderline“ ein eindeutiges Tempo bilde. „Bed Bugs“, „Time Finds Its Way“ und „F Line“ beginnen jeweils mit kurzen auskomponierten Ideen, die sich dann in Abstraktion und Dialog entwickeln.
David Adler weist auf „das eindrucksvolle Gewicht“ von Kamaguchis Spiel hin; „eine unmissverständliche Beherrschung der Trio-Disziplin, die auch klar in seiner Arbeit mit Frank Kimbrough und Paul Motian (Play, Palmetto, 2006) zu erkennen sei“.
O’Gallagher statte sein lebhaftes und stringentes Alt-Spiel mit Individualität, aber auch mit Gespür für lebendige Geschichte aus; auch Adler erkennt „Anklänge an Ornette Colemans Golden Circle (Blue Note, 1963), mit Spuren von Steve Colemans oder Greg Osbys zackiger Artikulation und vielleicht auch etwas von Tim Bernes befreitem Tosen.“

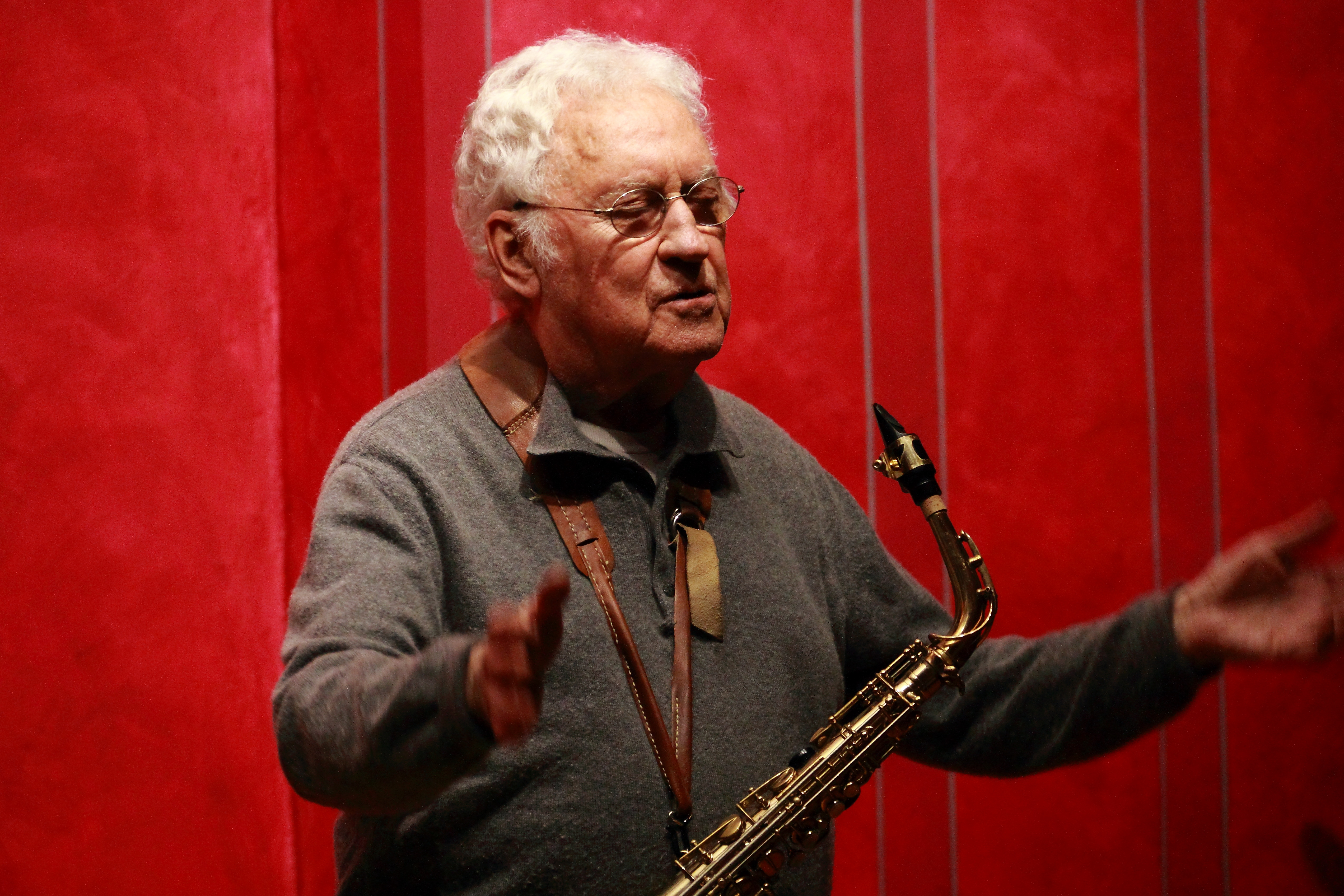
Lee Konitz (2015)

Art Lange schrieb in Point of Departure, Dirty Hands sei zwar „kein offenbarendes Album, aber ein bemerkenswertes.“ Indem er den Mittelweg zwischen der „lebhaft, rhythmisch bestimmten freien Phrasierung von Ornette Coleman und den gelegentlich intensiven linearen Labyrinthen von Lee Konitz gehe, verwirkliche Altsaxophonist John O’Gallagher ein persönliches Konzept zu einer lockeren, lyrischen Improvisation, die von den beiden herleitet, aber nicht nach ihnen klinge“.
Der Saxophonist und seine Partner Masa Kamaguchi und Jeff Williams hielten die Balance zwischen individueller Spontaneität und Ensemble-Empathie; „sie respektieren den Raum des anderen, handeln einen instinktiven Aktionsverlauf aus und ergänzen subtil die vorherrschende Richtung – ob dabei überraschende Wendungen der Melodie entstehen (‚Swelter‘), anschwellende rhythmische Impulse (‚F Line‘) oder sparsam geformte, fast transparente Details (in der ersten Hälfte von ‚Lessons of History‘). Der Gruppensound sei von Kamaguchis fragilen, Spinnennetz-förmigen Patterns und Williams’ Chiaroscuro-Arbeit mit den Besen bestimmt. Doch als primärer Anführer halte O’Gallagher die Dinge in Bewegung, indem er kontinuierlich den Charakter der melodischen Linie anpasse. Er beginnt etwa damit, einige kantige Intervalle zu verbinden. Allerdings sei es nicht eine Musik der Extreme, resümiert Art Lange; kompakte Gesten und aufmerksame Umsicht böten genug Charakter.“